# Peggle Nights
Peggle Nights es el sucesor de la saga de Peggle, lanzado en septiembre de 2008 y desarrollado por PopCap Games.
A diferencia de Peggle, esta versión cuenta con un personaje nuevo, llamado Marina. Además hay ahora 60 niveles en el modo aventura y 60 desafíos.
También esta versión cuenta con expansiones que pueden ser descargables en internet.

## Modos de juego
- Aventura: En total hay 60 niveles, y 10 personajes bloqueados que irás desbloqueando pasando los niveles. El juego tiene 12 fases, y cada fase consta de 5 niveles y de un personaje distinto. En la última fase, puedes ya escoger cualquier personaje. Al ganar el modo aventura, ganas el trofeo de "Maestro Peggle".

- Partida rápida: Juega a cualquier nivel desbloqueado con cualquier personaje desbloqueado.

- Duelo: Juega a cualquier nivel desbloqueado contra un amigo o contra la PC. En este modo, si no eliminas al menos una ficha naranja en tu turno, se te descuenta el 25% de tu puntaje total en la partida.

- Desafío: Este modo se desbloquea ganando el trofeo del modo Aventura. Consta de 60 desafíos con retos específicos algo complicados. Se puede descargar extensiones de desafíos. Si ganas todos los desafíos, ganas el trofeo de "Gran Maestro Peggle"

## Forma de juego
La forma de juego es la misma que en Peggle, únicamente se agregan más tiros de estilos y se cambian los 100 escenarios.

## Personajes
A diferencia de Peggle, esta versión tiene un nuevo personaje, Marina. Su especialidad es la electro-descarga.
| Fase | Personaje         | Poder               | Acción del poder |
| ---- | ----------------- | ------------------- | --- |
| 1    | Bjorn             | Superguía           | Muestra hacia donde rebotará la bola. Dura 3 turnos. |
| 2    | Jimmy Relámpago   | Multibola           | Lanza otra bola al instante. |
| 3    | Kat Tut           | Pirámide            | Añade una pirámide al cubo de bola extra. Dura 5 turnos. |
| 4    | Splork            | Explosión espacial  | Elimina las fichas a su alrededor como si fuera una explosión. |
| 5    | Claude            | Flipper             | Te permite golpear la bola por los costados como si fuera un juego de flipper. Dura 3 turnos.                                                                                         |
| 6    | Renfield          | Bola fantasmal      | Da bola extra en el mismo turno, pero a diferencia de la multibola, no es al instante.                                                                                                |
| 7    | Tula              | Flower Power        | Elimina el 20 % de las fichas naranjas que están a su alrededor. |
| 8    | Warren            | Ruleta de la suerte | Muestra una ruleta girando donde hay posibilidades de obtener triplicación de puntos, bola extra o un poder especial, y en donde la ruleta se detenga, es la acción la que se cumple. |
| 9    | Lord Cinderbottom | Bola de fuego       | La bola de fuego atraviesa las fichas a donde vaya. |
| 10   | Maestro Hu        | Bola Zen            | Mejora el tiro de la bola con la "meditación". |
| 11   | Marina            | Electro descarga    | Al disparar libera un rayo de electricidad desde la primera ficha tocada hasta el hoyo de cubo extra.                                                                                 |